# ويست ويندوفر
ويست ويندوفر (بالإنجليزية: West Wendover)‏ ويست وندوفر هي مدينة صغيرة في مقاطعة إلكو في ولاية نيفادا الأمريكية. وبلغ عدد سكانها 4,410 نسمة حسب تعداد عام 2010. وهي جزء من منطقة إلكو الكبرى. تقع ويست وندوفر على الحدود الشرقية لنيفادا والحافة الغربية لصحراء سولت لايك الكبرى وهي متلاصقة مع مدينة ويندوفر في يوتا، ويتم الخلط بينهما أحيانا. يمتد الطريق السريع 80 شمال المدينتين، في حين أن الطريق السريع 80 (جادة وندوفر) يضم الأعمال والتجارات عبر المدينتين.

## المناخ
يظهر الجدول التالي التغييرات المناخية على مدار السنة لويست ويندوفر:
| البيانات المناخية لـويست ويندوفر  | البيانات المناخية لـويست ويندوفر | البيانات المناخية لـويست ويندوفر | البيانات المناخية لـويست ويندوفر | البيانات المناخية لـويست ويندوفر | البيانات المناخية لـويست ويندوفر | البيانات المناخية لـويست ويندوفر | البيانات المناخية لـويست ويندوفر | البيانات المناخية لـويست ويندوفر | البيانات المناخية لـويست ويندوفر | البيانات المناخية لـويست ويندوفر | البيانات المناخية لـويست ويندوفر | البيانات المناخية لـويست ويندوفر | البيانات المناخية لـويست ويندوفر |
| الشهر                             | يناير                            | فبراير                           | مارس                             | أبريل                            | مايو                             | يونيو                            | يوليو                            | أغسطس                            | سبتمبر                           | أكتوبر                           | نوفمبر                           | ديسمبر                           | المعدل السنوي                    |
| --------------------------------- | -------------------------------- | -------------------------------- | -------------------------------- | -------------------------------- | -------------------------------- | -------------------------------- | -------------------------------- | -------------------------------- | -------------------------------- | -------------------------------- | -------------------------------- | -------------------------------- | -------------------------------- |
| الدرجة القصوى °ف (°م)             | 64 (18)                          | 80 (27)                          | 81 (27)                          | 92 (33)                          | 103 (39)                         | 105 (41)                         | 112 (44)                         | 110 (43)                         | 103 (39)                         | 90 (32)                          | 78 (26)                          | 65 (18)                          | 112 (44)                         |
| متوسط درجة الحرارة الكبرى °ف (°م) | 35.8 (2.1)                       | 42.9 (6.1)                       | 53.1 (11.7)                      | 62.5 (16.9)                      | 72.7 (22.6)                      | 82.9 (28.3)                      | 92.5 (33.6)                      | 89.9 (32.2)                      | 78.9 (26.1)                      | 63.7 (17.6)                      | 47.6 (8.7)                       | 37.0 (2.8)                       | 63.3 (17.4)                      |
| متوسط درجة الحرارة الصغرى °ف (°م) | 18.7 (−7.4)                      | 24.4 (−4.2)                      | 32.0 (0.0)                       | 40.1 (4.5)                       | 49.4 (9.7)                       | 58.4 (14.7)                      | 67.0 (19.4)                      | 64.4 (18.0)                      | 53.3 (11.8)                      | 41.3 (5.2)                       | 28.9 (−1.7)                      | 20.5 (−6.4)                      | 41.5 (5.3)                       |
| أدنى درجة حرارة °ف (°م)           | −16 (−27)                        | −12 (−24)                        | 8 (−13)                          | 19 (−7)                          | 26 (−3)                          | 31 (−1)                          | 43 (6)                           | 36 (2)                           | 28 (−2)                          | 18 (−8)                          | 5 (−15)                          | −18 (−28)                        | −18 (−28)                        |
| الهطول إنش (مم)                   | 0.28 (7.1)                       | 0.28 (7.1)                       | 0.37 (9.4)                       | 0.48 (12)                        | 0.72 (18)                        | 0.51 (13)                        | 0.25 (6.4)                       | 0.34 (8.6)                       | 0.34 (8.6)                       | 0.47 (12)                        | 0.29 (7.4)                       | 0.25 (6.4)                       | 4.58 (116)                       |
| متوسط تساقط الثلوج إنش (سم)       | 1.6 (4.1)                        | 1.4 (3.6)                        | 0.5 (1.3)                        | 0.2 (0.51)                       | 0.0 (0.0)                        | 0.0 (0.0)                        | 0.0 (0.0)                        | 0.0 (0.0)                        | 0.0 (0.0)                        | 0.1 (0.25)                       | 0.4 (1.0)                        | 1.3 (3.3)                        | 5.5 (14.06)                      |
| المصدر:                           |                                  |                                  |                                  |                                  |                                  |                                  |                                  |                                  |                                  |                                  |                                  |                                  |                                  |